# 長命寺 (清瀬市)
長命寺（ちょうめいじ）は、東京都清瀬市にある浄土宗の寺院。

## 歴史
創建年代は不明であるが、感誉存貞によって開山された。感誉存貞は戦国時代の浄土宗の僧侶で、鎌倉の大長寺を創建したり、増上寺の法主を務めている。そのことから戦国時代に創建されたものと推測される。
当寺の境内には薬師堂があり、清瀬市の文化財に指定されている「薬師如来立像」がある。かつては前の道の志木街道（現・埼玉県道40号線）の向こう側に薬師堂があったが、現在は境内に移されている。

## 文化財
- 薬師如来立像（清瀬市指定文化財 昭和54年4月6日指定）[2]

## 交通アクセス
- 清瀬駅より徒歩27分。